# Mops solomonis
Mops solomonis is een vleermuis uit het geslacht Mops die voorkomt op de eilanden Choiseul en Santa Isabel in de Salomonseilanden. Deze soort slaapt in grotten. Deze soort werd voor het eerst gevonden op de zuidwestkust van Santa Isabel, waar meer dan 200 dieren in een grot werden gevangen. Later zijn er nog zes exemplaren gevonden op Choiseul. Het is een relatief kleine soort, die lijkt op M. jobensis, waartoe deze soort vroeger als een ondersoort werd gerekend. De kop-romplengte bedraagt 55,6 tot 62,0 mm, de staartlengte 30,0 tot 35,0 mm, de voorarmlengte 40,8 tot 43,3 mm, de oorlengte 16,4 tot 18,6 mm en het gewicht 11,5 tot 13,0 g.